# Víctor Basterra
Víctor Melchor Basterra (1945) é um artista gráfico e fotógrafo argentino. Foi seqüestrado durante a ditadura militar no país e, enquanto detido, tirou secretamente fotografias dos prisioneiros e dos torturadores no centro clandestino de detenção da Escola de Mecânica da Armada (ESMA).

## Prisão
Basterra foi militante do grupo Peronismo de Base (PB) e das Forças Armadas Peronistas (FAP) na década de 1970. Em agosto de 1979, foi seqüestrado junto com sua família e conduzido à Escola de Mecânica da Armada, onde permaneceu até 1984. Enquanto aprisionado, foi obrigado a tirar fotografias e criar documentos falsos - identidades, passaportes etc. - para oficiais e membros da Armada. Certo dia, começou a fazer cópias das fotos e as guardava numa caixa de papel fotossensível, pois percebeu que, quando revistavam o local, os militares não abriam essas caixas por medo inutilizar o papel fotográfico.
Nos últimos anos da ditadura, Basterra foi submetido a um regime de liberdade vigiada e aproveitou para recolher as fotos da ESMA e levá-las para sua casa.
Desde que a Suprema Corte argentina revogou as leis de anistia que protegiam os militares, em 2005, as fotos tornaram-se elementos-chave nos julgamentos dos crimes da Escola Naval. As imagens restituem direitos de identidade a quem foi registrado por essas máquinas fotográficas. Devolvem, confirmam, informam aos ex-presos políticos e aos familiares de desaparecidos sobre sua passagem pelo CCD.